# Heiligenberg (Bruchhausen-Vilsen)
Heiligenberg ist ein Ortsteil des Fleckens Bruchhausen-Vilsen im niedersächsischen Landkreis Diepholz.

## Geographie und Verkehrsanbindung
Der Ort liegt südlich des Kernortes Bruchhausen-Vilsen im 297 ha großen Landschaftsschutzgebiet Rutental, das im Jahr 1974 unter Schutz gestellt wurde (siehe Liste der Landschaftsschutzgebiete im Landkreis Diepholz, LSG DH 00065). Westlich des Ortes verläuft die B 6 und östlich die Kreisstraße K 140. Am nördlichen Ortsrand fließt die Obere Eiter.

## Geschichte
Heiligenberg diente, wie archäologische Untersuchungen beweisen, vom 9. bis 12. Jahrhundert als Adelssitz. 1217/1218 schrieb Gervasius, Abt des Kanoniker-Ordens der aus der Primarabtei Prémontré einen Brief an Papst Honorius III. und ersuchte diesen um Schutz für die zu gründende Abtei. Das als Kloster bezeichnete Prämonstratenser-Stift Heiligenberg ist urkundlich zuerst 1223 erwähnt. Bischof Adolf von Osnabrück war geistlicher Protektor des Stifts und weltliche Schutzherren waren seit dem 13. Jahrhundert die Grafen von Oldenburg-Bruchhausen. 1563 war die Kirche eine Ruine. 1620 gehörte der Landsitz zum Bruchhauser Witwensitz der letzten Gräfin von Hoya, welche die Steine der Ruine abtrug. Die letzten Teile der Klostergebäude wurden 1607 abgetragen.
In der zweiten Hälfte des 17. Jahrhunderts benutzten die Herzöge von Braunschweig-Lüneburg das Bruchhauser Schloss als Sommerresidenz und von dort aus gingen sie zur Reiherjagd auf den Heiligenberg. 1794 wurde das Vorwerkgebäude zur Dienstwohnung des Försters umgebaut. Das Forsthaus erhielt eine Schankerlaubnis. Es wurde 1962 verkauft (heute Hotel und Restaurant).

## Sehenswürdigkeiten
- Kloster Heiligenberg (Prämonstratenser-Stift) aus dem 13. Jahrhundert mit Ringwall und ehemaligem  Forsthaus aus dem 18. Jahrhundert, heute Hotelanlage
- Hofanlage Heiligenberg 4 mit Fachwerkhaus aus dem 18. Jh. als ältestes Gebäude im Ort
- Wohn- und Wirtschaftsgebäude Am Heiligenberg 4
- Wohn- und Wirtschaftsgebäude Am Heiligenberg 10